# Танзанія на літніх Олімпійських іграх 1992
На XXV літніх Олімпійських іграх, що проходили в Барселоні у 1992 році, Танзанія була представлена 9 спортсменами (всі чоловіки) у двох видах спорту — легка атлетика та бокс.
Країна всьоме за свою історію взяла участь у літніх Олімпійських іграх. Атлети Танзанії не завоювали жодної медалі.

## Бокс
Чоловіки
| Спортсмен             | Дисципліна | 1 раунд                        | 2 раунд                          | 3 раунд                         | Чвертьфінал        | Півфінал           | Фінал              | Фінал |
| Спортсмен             | Дисципліна | Суперник Результат             | Суперник Результат               | Суперник Результат              | Суперник Результат | Суперник Результат | Суперник Результат | Місце |
| --------------------- | ---------- | ------------------------------ | -------------------------------- | ------------------------------- | ------------------ | ------------------ | ------------------ | ----- |
| Бенджамін Мвангата    | до 51 кг   | Нарцісо Гонсалес (MEX) W RSC-3 | Луїш Клаудіу Фрейташ (BRA) W 8-7 | Тімоті Остін (USA) L 8-19       | не пройшов         | не пройшов         | 5                  |       |
| Раші Алі Гадь Матумла | до 60 кг   | Фелікс Бвалья (ZAM) W 16-8     | Джакобо Гарсія (ISV) W 12-2      | Намжілин Баярсайхан (MGL) L 6-9 | не пройшов         | не пройшов         | 5                  |       |
| Джозеф Марва          | до 71 кг   | BYE                            | Ігорс Чаплавскіс (LAT) L 8-14    | не пройшов                      | не пройшов         | не пройшов         | не пройшов         |       |
| Макоє Ісангула        | до 75 кг   | Сіамак Варзідег (IRN) W RSC-1  | Альберт Папілайя (INA) L 6-13    | не пройшов                      | не пройшов         | не пройшов         | не пройшов         |       |
| Пауло Мваселле        | до 81 кг   | Золтан Береш (HUN) L 13-30     | не пройшов                       | не пройшов                      | не пройшов         | не пройшов         | не пройшов         |       |

## Легка атлетика
Чоловіки
Трекові і шосейні дисципліни
| Спортсмен          | Дисципліна | Гіт       | Гіт   | Чвертьфінал | Чвертьфінал | Півфінал  | Півфінал | Фінал        | Фінал        |
| Спортсмен          | Дисципліна | Результат | Місце | Результат   | Місце       | Результат | Місце    | Результат    | Місце        |
| ------------------ | ---------- | --------- | ----- | ----------- | ----------- | --------- | -------- | ------------ | ------------ |
| Джон Бурра         | марафон    | Н/Д       | Н/Д   | Н/Д         | Н/Д         | Н/Д       | Н/Д      | не фінішував | не фінішував |
| Джума Ікангаа      | марафон    | Н/Д       | Н/Д   | Н/Д         | Н/Д         | Н/Д       | Н/Д      | 2:19.34      | 34           |
| Симон Роберт Наалі | марафон    | Н/Д       | Н/Д   | Н/Д         | Н/Д         | Н/Д       | Н/Д      | не фінішував | не фінішував |
| Ендрю Самбу        | 5000 м     | 13:36.99  | 4 Q   | Н/Д         | Н/Д         | Н/Д       | Н/Д      | 13:37.20     | 10           |